# デトロイト・マーシー大学
デトロイト・マーシー大学（University of Detroit Mercy）は、アメリカ合衆国ミシガン州デトロイトにあるイエズス会系の大学。
デトロイト・マーシー大学は2015年にUSニューズ&ワールド・レポートの「ベスト・カレッジ」ランキングで、中西部の大学として上位にランクインした。